# Distaplia alaskensis
Distaplia alaskensis is een zakpijpensoort uit de familie van de Holozoidae. De wetenschappelijke naam van de soort is voor het eerst geldig gepubliceerd in 2001 door Lambert & Sanamyan.